# Volo Baikal Airlines 130
Il volo Baikal Airlines 130 era un volo nazionale di linea passeggeri da Irkutsk a Mosca, in Russia. Il 3 gennaio 1994, un Tupolev Tu-154M operante sulla rotta precipitò pochi minuti dopo il decollo. L'aereo trasportava 115 passeggeri e 9 membri dell'equipaggio ed era in rotta verso Mosca, quando uno dei motori improvvisamente scoppiò in fiamme. L'equipaggio cercò quindi di tornare a Irkutsk ma perse il controllo dell'aereo, che si schiantò contro un caseificio vicino alla città di Mamony. Tutte le 124 persone a bordo e una persona a terra persero la vita nel disastro.

## L'aereo
Il velivolo coinvolto era un Tupolev Tu-154M, marche RA-85656, numero di serie 89A801. Volò per la prima volta nel 1989, venne consegnato ad Aeroflot nello stesso anno e ceduto poi a Baikal Airlines (ora Angara Airlines). Era spinto da 3 motori turboventola Soloviev D-30KU-154-II. Al momento dell'incidente, l'aereo aveva circa cinque anni.

## L'equipaggio
Il Tupolev Tu-154 era gestito da un equipaggio di nove persone, tra cui il comandante Gennadiy S. Padukov (con oltre 16 000 ore di volo), il copilota AG Zhavoronkov (con oltre 14 000 ore di volo), il navigatore VI Molnar, l'ingegnere di volo Ilya Petrovich Karpov (con oltre 13 000 ore di volo), il commissario di bordo OV Likhodyevsky e quattro assistenti di volo.

## L'incidente
Il volo ebbe problemi prima ancora di decollare. I piloti impiegarono quasi 17 minuti per avviare i motori e ricevettero più avvisi che c'erano problemi con il motorino di avviamento del motore numero 2, ma li ignorarono considerandoli falsi allarmi. Il manuale di riferimento della cabina di pilotaggio non conteneva alcuna guida su come rispondere ad avvertenze riguardanti il motorino di avviamento. L'equipaggio procedette al decollo senza rendersi conto che l'avviatore del motore numero 2 era ancora innestato.
Circa 3 minuti e 45 secondi dopo il decollo da Irkutsk, a un'altitudine di 4 000 piedi (1 200 m), il motore numero 2 si spense improvvisamente. Il motorino di avviamento aveva continuato a funzionare ad alti giri (oltre 40.000 giri/min); ciò provocò un guasto critico. Il disco della ventola della turbina si staccò, mandando schegge nel motore numero 2 e nell'area del compartimento. Ciò portò alla distruzione delle tubazioni del carburante e delle linee idrauliche del motore sinistro. Il flusso di carburante verso gli iniettori si interruppe, portando all'accensione del carburante nel motore numero 2. Scoppiò quindi un incendio che divenne incontrollabile.
Dopo aver ricevuto l'allarme di un incendio al motore numero 2, l'equipaggio disattivò il pilota automatico e utilizzò tutte le linee del sistema antincendio. Ciò non riuscì a fermare le fiamme; l'equipaggio virò quindi verso Irkutsk e chiese un atterraggio di emergenza. I controlli di volo dell'aereo si guastarono a causa della mancanza di fluido idraulico e, sebbene l'equipaggio tentasse di mantenere la pressione nelle linee idrauliche, non furono in grado di prevenire una catastrofe.
Alle 12:07 ora locale, il copilota Zhavoronkov comunicò una completa perdita di controllo. Un minuto dopo, il volo 130, a una velocità di 510 km/h, si schiantò contro un caseificio nel villaggio di Mamony, a 15 chilometri dall'aeroporto di Irkutsk. La cabina di pilotaggio e una parte della cabina passeggeri furono distrutte, la restante parte della cabina passeggeri e la coda finirono a 400 metri oltre il punto iniziale di impatto. Tutti i 115 passeggeri e 9 membri dell'equipaggio a bordo rimasero uccisi. Il caseificio fu distrutto. Al momento del disastro, nell'edificio c'erano 2 persone: una perse la vita, l'altra rimase ferita; inoltre, decine di bovini rimasero uccisi. Morirono un totale di 125 persone, delle quali solo 74 vennero identificate.

## Le indagini
L'indagine russa rivelò che, durante il decollo del volo 130, il motore numero 2 del Tupolev Tu-154 si spense. Gli investigatori appurarono che l'aereo era stato coinvolto in un incidente simile durante un volo verso Canton, in Cina, in cui il motore numero 2 si era spento. A causa dell'incidente, l'equipaggio dovette effettuare un atterraggio di emergenza. Scrissero in seguito nel registro di manutenzione che il motore non funzionava correttamente.
Durante il giorno del disastro, l'equipaggio riuscì ad accendere il motore solo dopo il quinto tentativo. Il CVR registrò la conversazione tra il comandante e l'equipaggio nella cabina di pilotaggio, che discutevano del motore difettoso. Due minuti prima del decollo, uno dei membri dell'equipaggio dichiarò:
A quattro chilometri dall'aeroporto, l'avviatore del motore numero 2 "collassò". Secondo gli investigatori, il malfunzionamento fu causato da oggetti estranei. Un oggetto estraneo, presumibilmente un frammento dell'involucro del collettore di gas dell'APU, finì nel motore e ruppe le linee del carburante, quelle idrauliche e dell'olio. Aggiunto al fatto che il motorino di avviamento stava funzionando al di sopra del regime massimo consentito, ciò causò la distruzione del motore, il successivo incendio e la perdita di controllo.